# Axel Burenstam

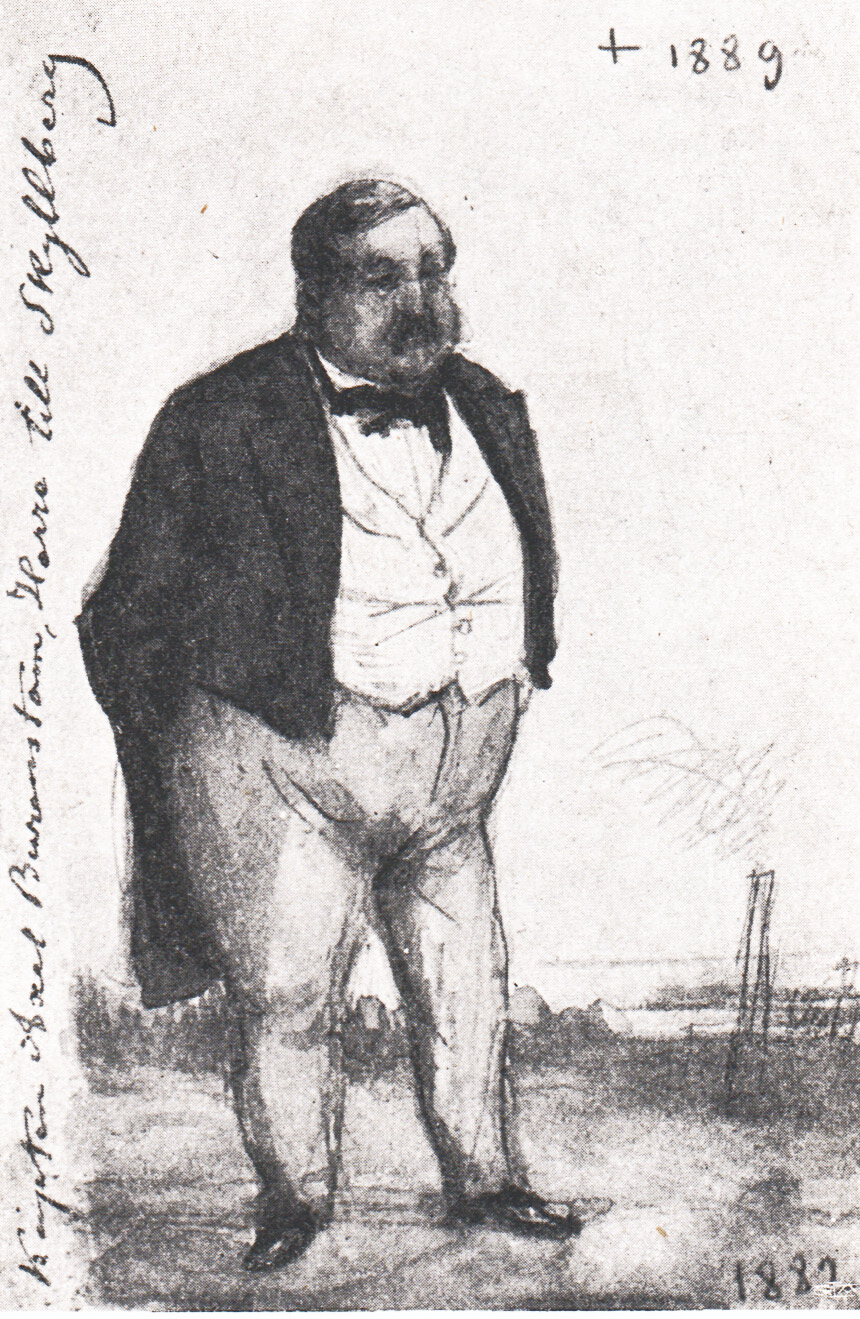
Axel Burenstam, Herre till Skyllberg. Skiss av Fritz von Dardel, 1882.

Axel Adolf Burenstam, född 29 oktober 1816 i Lerbäcks församling, Örebro län, död 3 april 1889 i Linköpings församling, Östergötlands län, var en svensk godsägare och riksdagspolitiker.

## Biografi
Axel Burenstam var son till adjutanten och diplomaten Johan Daniel Burenstam och grevinnan Mariana Beata von Rosen samt dotterson till Gustaf Fredrik von Rosen och vidare bror till Carl Burenstam.
Burenstam var ägare till godset Skyllberg i Örebro län och riksdagsledamot för Ridderskapet och adeln 1847–1848, 1850–1851 och 1859–1860. Han representerade 1875–1886 Örebro län i riksdagens första kammare. Han var 1879–1885 ledamot i konstitutionsutskottet.

### Familj
Burenstam gifte sig 20 oktober 1856 i Stockholm med Hedvig Elisabet Hjelm (1833–1901). Hon var dotter till översten Carl Fredrik Hjelm vid ingenjörkåren och Augusta Flach. De fick tillsammans barnen löjtnanten Johan Axel Burenstam (1861–1897), Hedda Augusta Marianne Burenstam (född 1865) som var gift med hovstallmästaren Eberhard Rosenblad, trafikchefen Fredrik Carl Burenstam (född 1868) och Hedvig Charlotta Burenstam (född 1871) som var gift med vice häradshövdingen Hjalmar Åhrberg.